# Clasificación para la Copa Africana de Naciones
La clasificación para la Copa Africana de Naciones es un proceso en donde se determinan aquellas selecciones que participarán en la Copa Africana de Naciones.

## Proceso
Esta tabla muestra solamente los clasificados a través de la Clasificación para la Copa Africana de Naciones.
| Proceso                                                 | Clasificados |
| ------------------------------------------------------- | --- |
| Sudán 1957                                              | No hubo clasificación |
| Rep. Árabe Unida 1959                                   | No hubo clasificación |
| Etiopía 1962 2 Clasificados Detalles                    | Túnez, Uganda |
| Ghana 1963 4 Clasificados Detalles                      | Túnez, Nigeria, República Árabe Unida, Sudán |
| Túnez 1965 3 Clasificado Detalles                       | Congo-Léopoldville, Etiopía, Costa de Marfil, Senegal |
| Etiopía 1968 6 Clasificados Detalles                    | Senegal, Argelia, Costa de Marfil, Uganda, Congo, Congo Kinshasa |
| Sudán 1970 6 Clasificados Detalles                      | República Árabe Unida, Guinea, Etiopía, Costa de Marfil, Camerún, Ghana |
| Camerún 1972 6 Clasificados Detalles                    | Marruecos, Kenia, Congo, Togo, Malí, Zaire |
| Egipto 1974 6 Clasificados Detalles                     | Guinea, Uganda, Costa de Marfil, Zaire, Mauricio, Zambia |
| Etiopía 1976 6 Clasificados Detalles                    | Sudán, Marruecos, Guinea, Egipto, Nigeria, Uganda |
| Ghana 1978 6 Clasificados Detalles                      | Alto Volta, Congo, Nigeria, Uganda, Túnez, Zambia |
| Nigeria 1980 6 Clasificados Detalles                    | Argelia, Costa de Marfil, Egipto, Guinea, Marruecos, Tanzania |
| Libia 1982 6 Clasificados Detalles                      | Argelia, Camerún, Etiopía, Ghana, Zambia, Túnez |
| Costa de Marfil 1984 6 Clasificados Detalles            | Argelia, Camerún, Egipto, Malaui, Nigeria, Togo |
| Egipto 1986 6 Clasificados Detalles                     | Argelia, Costa de Marfil, Marruecos, Mozambique, Senegal, Zambia |
| Marruecos 1988 6 Clasificados Detalles                  | Argelia, Costa de Marfil, Camerún, Nigeria, Kenia, Zaire |
| Argelia 1990 6 Clasificados Detalles                    | Egipto, Costa de Marfil, Kenia, Nigeria, Senegal, Zambia |
| Senegal 1992 10 Clasificados Detalles                   | Congo, Costa de Marfil, Camerún, Nigeria, Egipto, Marruecos, Ghana, Kenia, Zaire, Zambia |
| Túnez 1994 10 Clasificados Detalles                     | Guinea, Malí, Gabón, Nigeria, Egipto, Ghana, Sierra Leona, Senegal, Zambia, Zaire |
| Sudáfrica 1996 14 Clasificados Detalles                 | Liberia, Costa de Marfil, Camerún, Mozambique, Egipto, Burkina Faso, Ghana, Argelia, Zambia, Túnez, Sierra Leona, Angola, Gabón, Zaire |
| Burkina Faso 1998 14 Clasificados Detalles              | Marruecos, Costa de Marfil, Camerún, Mozambique, Egipto, RD Congo, Ghana, Argelia, Zambia, Túnez, Guinea, Angola, Togo, Namibia |
| Ghana y Nigeria 2000 13 Clasificados Detalles           | Gabón, Costa de Marfil, Camerún, Marruecos, Togo, Burkina Faso, Argelia, RD Congo, Zambia, Túnez, Sudáfrica, Congo, Senegal |
| Malí 2002 14 Clasificados Detalles                      | Liberia, Costa de Marfil, Nigeria, Senegal, Egipto, Burkina Faso, Ghana, Argelia, Zambia, Túnez, Marruecos, Togo, Sudáfrica, RD Congo |
| Túnez 2004 14 Clasificados Detalles                     | Benín, Costa de Marfil, Guinea, Marruecos, Egipto, Burkina Faso, Sudáfrica, Argelia, Malí, Zimbabue, Ruanda, Senegal, RD Congo, Kenia |
| Egipto 2006 15 Clasificados Detalles                    | Togo, Senegal, Zambia, Ghana, RD Congo, Sudáfrica, Costa de Marfil, Camerún, Libia, Angola, Nigeria, Zimbabue, Guinea, Marruecos, Túnez |
| Ghana 2008 15 Clasificados Detalles                     | Costa de Marfil, Egipto, Nigeria, Sudán, Camerún, Angola, Senegal, Guinea, Malí, Zambia, Namibia, Marruecos, Túnez, Benín, Sudáfrica |
| Angola 2010 15 Clasificados Detalles                    | Camerún, Gabón, Togo, Nigeria, Túnez, Mozambique, Argelia, Egipto, Zambia, Ghana, Benín, Malí, Costa de Marfil, Burkina Faso, Malaui |
| Gabón y Guinea Ecuatorial 2012 14 Clasificados Detalles | Costa de Marfil, Botsuana, Burkina Faso, Senegal, Ghana, Guinea, Zambia, Libia, Angola, Túnez, Malí, Níger, Sudán, Marruecos |
| Sudáfrica 2013 15 Clasificados Detalles                 | Ghana, Malí, Zambia, Nigeria, Túnez, Costa de Marfil, Marruecos, Etiopía, Cabo Verde, Angola, Níger, Togo, RD Congo, Burkina Faso, Argelia |
| Guinea Ecuatorial 2015 15 Clasificados Detalles         | Cabo Verde, Argelia, Túnez, Sudáfrica, Camerún, Zambia, Gabón, Burkina Faso, Senegal, Costa de Marfil, Ghana, Guinea, Malí, Congo, RD Congo |
| Gabón 2017 15 Clasificados Detalles                     | Marruecos, Argelia, Camerún, Senegal, Egipto, Ghana, Guinea-Bisáu, Zimbabue, Malí, Costa de Marfil, Burkina Faso, RD Congo, Túnez, Uganda, Togo |
| Egipto 2019 23 Clasificados Detalles                    | Angola, Argelia, Benín, Burundi, Camerún, Costa de Marfil, Ghana, Guinea, Guinea-Bisáu, Kenia, Madagascar, Malí, Marruecos, Mauritania, Namibia, Nigeria, RD Congo, Senegal, Sudáfrica, Tanzania, Túnez, Uganda, Zimbabue                                   |
| Camerún 2021 23 Clasificados Detalles                   | Argelia, Burkina Faso, Cabo Verde, Comoras, Costa de Marfil, Egipto, Etiopía, Gabón, Gambia, Ghana, Guinea, Guinea-Bisáu, Guinea Ecuatorial, Malaui, Malí, Marruecos, Mauritania, Nigeria, Senegal, Sierra Leona, Sudán, Túnez, Zimbabue                    |
| Costa de Marfil 2023 23 Clasificados Detalles           | Angola, Argelia, Burkina Faso, Cabo Verde, Camerún, Egipto, Gambia, Ghana, Guinea, Guinea-Bisáu, Guinea Ecuatorial, Malí, Marruecos, Mauritania, Mozambique, Namibia, Nigeria, República Democrática del Congo, Senegal, Sudáfrica, Tanzania, Túnez, Zambia |
| Marruecos 2025 23 Clasificados Detalles                 | |
| Kenia, Tanzania y Uganda 2027 21 Clasificados Detalles  | |

## Goleadores por edición
| Edición     | Jugador | Goles     |
| ----------- | --- | --------- |
| 1962        | Patrick Noquapor | 2         |
| 1963        | Hamadi Henia Abdel-Majid Osman                                                                                         | 3         |
| 1965 - 2004 | Sin datos | Sin datos |
| 2006        | Emmanuel Adebayor | 11        |
| 2008        | David Obua Arouna Koné Faisal Agab Flávio Amado Issam Jemâa                                                            | 5         |
| 2010        | Moumouni Dagano | 12        |
| 2012        | Issam Jemâa | 6         |
| 2013        | Islam Slimani El Arbi Hillel Soudani Ryan Mendes Didier Drogba Dieumerci Mbokani Adane Girma Jair Nunes Ikechukwu Uche | 3         |
| 2015        | Jonathan Pitroipa | 6         |
| 2017        | El Arbi Hillel Soudani                                                                                                 | 7         |
| 2019        | Odion Ighalo | 7         |
| 2021        | Victor Osimhen Patson Daka                                                                                             | 5         |
| 2023        | Victor Osimhen Sadio Mané                                                                                              | 5         |